# Janie's Got a Gun
«Janie's Got a Gun» es un sencillo de la banda de hard rock estadounidense Aerosmith. Fue escrita por el cantante Steven Tyler y el bajista Tom Hamilton. Lanzado en agosto de 1989 como el primer sencillo de su tercer álbum con Geffen Records. Alcanzó el puesto número 4 en el Billboard Hot 100 y el segundo en el Mainstream Rock Tracks.
«Janie's Got a Gun» fue elegida en la posición 37 como una de las mejores canciones de la década de 1980 por VH1.

## Video musical
El video musical para el tema fue dirigido por David Fincher. Janie es interpretada por Kristin Dattilo y sus padres por Nicholas Guest y Lesley Ann Warren.

## Posicionamiento
| Lista             | Posición |
| ----------------- | -------- |
| Billboard Hot 100 | 4        |
| Mainstream Rock   | 2        |
| Australian charts | 1        |
| RIANZ             | 13       |
| Swedish charts    | 12       |